# België (album)
België is het debuutalbum van de Nederlandse muziekgroep Het Goede Doel. Het album verscheen op elpee bij CNR Records en werd in 1983 direct op compact disc uitgebracht. De teksten zijn geschreven door Henk Temming en Henk Westbroek. Het album is opgenomen in de Bullet Sound Studio in Nederhorst den Berg, de Soundpush Studio in Blaricum en Studio Bandstand in Hilversum. Het album kon zo goed scoren omdat er een vernieuwde belangstelling was voor nederpop en omdat de single Gijzelaar enige ophef veroorzaakte. Ook de AVRO pikte de band op en liet hem veelvuldig in Toppop zien, en de singles België (Is Er Leven Op Pluto... ?) en Vriendschap hadden succes.

## Musici
Het Goede Doel bestond uit:
- Henk Temming – zang, toetsinstrumenten
- Henk Westbroek – zang
- Sander van Herk – gitaar, gitaarsynthesizer
- Stephan Wienjus – basgitaar ; behalve track 3  Dennis Ringeling.
- Hans Boosman – slagwerk
- Ronald Jongeneel – toetsinstrument

## Composities
Allen van Henk en Henk, behalve waar vermeld.

| Nr. | Titel                             | Duur |
| --- | --------------------------------- | ---- |
| 1.  | Hou van mij                       | 5:53 |
| 2.  | Vriendschap                       | 4:08 |
| 3.  | In het leven (x)                  | 4:07 |
| 4.  | Anders dan iedereen               | 3:30 |
| 5.  | Alleen (x)                        | 3:31 |
| 6.  | Iets van gevoel                   | 5:50 |
| 7.  | Vechten                           | 4:15 |
| 8.  | Gijzelaar (x)                     | 4:00 |
| 9.  | België (Is er leven op Pluto...?) | 6:20 |

Liedjes met (x) zijn opgenomen in Hilversum onder leiding van John Tilly.

## Hitnotering
| "België" in de Nederlandse Album Top 100 - binnen: 04-12-1982 | "België" in de Nederlandse Album Top 100 - binnen: 04-12-1982 | "België" in de Nederlandse Album Top 100 - binnen: 04-12-1982 | "België" in de Nederlandse Album Top 100 - binnen: 04-12-1982 | "België" in de Nederlandse Album Top 100 - binnen: 04-12-1982 | "België" in de Nederlandse Album Top 100 - binnen: 04-12-1982 | "België" in de Nederlandse Album Top 100 - binnen: 04-12-1982 | "België" in de Nederlandse Album Top 100 - binnen: 04-12-1982 | "België" in de Nederlandse Album Top 100 - binnen: 04-12-1982 | "België" in de Nederlandse Album Top 100 - binnen: 04-12-1982 | "België" in de Nederlandse Album Top 100 - binnen: 04-12-1982 | "België" in de Nederlandse Album Top 100 - binnen: 04-12-1982 | "België" in de Nederlandse Album Top 100 - binnen: 04-12-1982 | "België" in de Nederlandse Album Top 100 - binnen: 04-12-1982 | "België" in de Nederlandse Album Top 100 - binnen: 04-12-1982 | "België" in de Nederlandse Album Top 100 - binnen: 04-12-1982 | "België" in de Nederlandse Album Top 100 - binnen: 04-12-1982 | "België" in de Nederlandse Album Top 100 - binnen: 04-12-1982 | "België" in de Nederlandse Album Top 100 - binnen: 04-12-1982 | "België" in de Nederlandse Album Top 100 - binnen: 04-12-1982 | "België" in de Nederlandse Album Top 100 - binnen: 04-12-1982 | "België" in de Nederlandse Album Top 100 - binnen: 04-12-1982 | "België" in de Nederlandse Album Top 100 - binnen: 04-12-1982 | "België" in de Nederlandse Album Top 100 - binnen: 04-12-1982 | "België" in de Nederlandse Album Top 100 - binnen: 04-12-1982 | "België" in de Nederlandse Album Top 100 - binnen: 04-12-1982 | "België" in de Nederlandse Album Top 100 - binnen: 04-12-1982 | "België" in de Nederlandse Album Top 100 - binnen: 04-12-1982 | "België" in de Nederlandse Album Top 100 - binnen: 04-12-1982 | "België" in de Nederlandse Album Top 100 - binnen: 04-12-1982 | "België" in de Nederlandse Album Top 100 - binnen: 04-12-1982 | "België" in de Nederlandse Album Top 100 - binnen: 04-12-1982 | "België" in de Nederlandse Album Top 100 - binnen: 04-12-1982 |
| Week                                                          | 1                                                             | 2                                                             | 3                                                             | 4                                                             | 5                                                             | 6                                                             | 7                                                             | 8                                                             | 9                                                             | 10                                                            | 11                                                            | 12                                                            | 13                                                            | 14                                                            | 15                                                            | 16                                                            | 17                                                            | 18                                                            | 19                                                            | 20                                                            | 21                                                            | 22                                                            | 23                                                            | 24                                                            | 25                                                            | 26                                                            | 27                                                            | 28                                                            | 29                                                            | 30                                                            | 31                                                            |                                                               |
| ------------------------------------------------------------- | ------------------------------------------------------------- | ------------------------------------------------------------- | ------------------------------------------------------------- | ------------------------------------------------------------- | ------------------------------------------------------------- | ------------------------------------------------------------- | ------------------------------------------------------------- | ------------------------------------------------------------- | ------------------------------------------------------------- | ------------------------------------------------------------- | ------------------------------------------------------------- | ------------------------------------------------------------- | ------------------------------------------------------------- | ------------------------------------------------------------- | ------------------------------------------------------------- | ------------------------------------------------------------- | ------------------------------------------------------------- | ------------------------------------------------------------- | ------------------------------------------------------------- | ------------------------------------------------------------- | ------------------------------------------------------------- | ------------------------------------------------------------- | ------------------------------------------------------------- | ------------------------------------------------------------- | ------------------------------------------------------------- | ------------------------------------------------------------- | ------------------------------------------------------------- | ------------------------------------------------------------- | ------------------------------------------------------------- | ------------------------------------------------------------- | ------------------------------------------------------------- | ------------------------------------------------------------- |
| Nummer                                                        | 34                                                            | 17                                                            | 7                                                             | 3                                                             | 2                                                             | 2                                                             | 3                                                             | 1                                                             | 2                                                             | 3                                                             | 4                                                             | 4                                                             | 4                                                             | 5                                                             | 6                                                             | 8                                                             | 12                                                            | 16                                                            | 18                                                            | 18                                                            | 19                                                            | 21                                                            | 22                                                            | 22                                                            | 27                                                            | 28                                                            | 39                                                            | 40                                                            | 42                                                            | 43                                                            | 49                                                            | uit                                                           |